# Франсиско-де-Асис де Бурбон
Франси́ско-де-Аси́с де Бурбо́н и Бурбон-Сицилийский (исп. Francisco de Asís María Fernando de Borbón y Borbón-Dos Sicilias; 13 мая 1822, Аранхуэс, Мадрид — 17 апреля 1902, Эпине-сюр-Сен) — король-консорт Испании, муж королевы Изабеллы II. Носил титул герцога Кадисского. Имя Франсиско-де-Асис принцу было дано в честь святого Франциска Ассизского.
Родителями Франсиско-де-Асиса были Франсиско де Паула де Бурбон, родной брат короля Фердинанда VII, и Луиза Карлота Бурбон-Сицилийская, которая приходилась мужу племянницей (мать Луизы Карлотты была сестрой Франсиско де Паула и Фердинанда VII).

## Брак
Франсиско-де-Асис женился на своей (дважды) двоюродной сестре 10 октября 1846 года. Брак стал результатом целого клубка дипломатических интриг. По свидетельствам современников, Изабелла предпочла бы видеть своим мужем младшего брата своего жениха, принца Энрике, герцога Севильского, но по настоянию родителей вышла замуж за Франсиско-де-Асиса. После первой брачной ночи королева жаловалась на половое бессилие мужа. Тем не менее, в браке родилось девять детей:
1. Фернандо[исп.] (1850), умер в младенчестве
2. Мария Изабелла (1851—1931), принцесса Астурийская, супруга Гаетана, графа Джидженто
3. Мария Кристина[исп.] (1854), умерла в младенчестве
4. Альфонсо XII (1857—1885), король Испании в 1874—1885 годах
5. Мария де ла Консепсьон[исп.] (1859—1861), умерла в детстве
6. Мария дель Пилар[исп.] (1861—1879), умерла незамужней
7. Мария де ла Пас (1862—1946), супруга Людвига Фердинанда Баварского
8. Франсиско де Асис[исп.] (1863), умер в младенчестве
9. Эулалия (1864—1958), супруга инфанта Антонио Орлеанского.

Упорные слухи о пассивной гомосексуальности дона Франсиско, не способного якобы завершить половой акт с супругой, привели к тому, что современники стали сомневаться в отцовстве детей королевы Изабеллы. Подтвердить или опровергнуть отцовство дона Франсиско возможно только с помощью исследования Y-ДНК. В народе он даже получил женское прозвище Пакита (Paquita).
Король-консорт был инициатором и всячески поддерживал реставрацию многих мадридских зданий и памятников, среди которых известные церкви Калатравас и Сан-Херонимо-эль-Реаль, которые были в крайне плачевном состоянии до начала восстановительных работ.
Начиная с 1864 года выполнял обязанности главы Тайного совета (Consejo del Reino). Имя Франсиско-де-Асиса носит одна из улиц Мадрида.

## Изгнание
В 1868 году после свержения Изабеллы, отправился вместе с ней в изгнание. Живя во Франции, супруги разошлись, но стали добрыми друзьями, чего не было во времена, когда Изабелла была правящей королевой. Впоследствии Франсиско-де-Асис принял титул графа Моратайи.
В 1870 году во время дуэли младший брат Франсиско-де-Асиса Энрике погиб от руки их кузена Антуана Орлеанского. После смерти брата Франсиско-де-Асис взял на себя заботу о своих племянниках, детях погибшего брата.
В 1874 году вторая реставрация Бурбонов вернула на трон его сына Альфонса XII, но Франсиско-де-Асис предпочёл не возвращаться в Испанию, а поселился в замке Эпине-сюр-Сен, где и умер 17 апреля 1902 года. В настоящее время в замке располагается мэрия города Эпине-сюр-Сен.